# Ottó Dombos
Ottó Dombos (* 14. Dezember 1928; † 7. März 2019) war ein ungarischer Fußballspieler und -trainer. 1973 führte er Åtvidabergs FF zur schwedischen Meisterschaft.

## Wirken
1957 wurde er als Flügelstürmer beim zentralschwedischen Verein IFK Västerås in der Division 3 aufgeführt. 1962 wurde er Trainer des Vereins. Es folgten Engagements bei weiteren unterklassigen Vereinen.
1973 wurde er als Nachfolger von Sven-Agne Larsson Trainer beim schwedischen Meister Åtvidabergs FF. Mit dem Verein, bei dem weiland bekannte Spieler wie Conny Torstensson und Kent Karlsson wirkten, gelang ihm die Titelverteidigung, was ihm den Beinamen Guld-Otto („Gold-Otto“) einbrachte, zudem erreichte er das Pokalfinale. In der ersten Runde des Europapokals der Landesmeister 1973/74 brachte Åtvidaberg den späteren Gewinner FC Bayern um die legendären Beckenbauer und Müller an den Rand des Ausscheidens. Nach einer 1:3-Auswärtsniederlage lag der ÅFF nach 120 Minuten mit demselben Ergebnis vorne und musste sich erst im Elferschießen geschlagen geben. Von der wirtschaftlichen Krise des Hauptsponsors, des Rechenmaschinenherstellers Facit ab Beginn der 1970er Jahre, war aber auch der ÅFF zusehends betroffen, was zu Spielerabgängen und Leistungsabfall führte. So reichte es nur noch zum fünften Platz in der Meisterschaft von 1974.
Danach verließ Dombos Åtvidaberg, der Spanier Antonio Durán ersetzte ihn hier, und trainierte weitere Vereine aus dem zweiten Glied.
Dombos wird als freundlicher und akribischer Trainer beschrieben, der viel von Statistiken und Diagrammen Gebrauch machte. Er interessierte sich auch für Astrologie und erstellte entsprechende Profile von seinen Spielern. Er meinte, dass Widder die besten Torschützen seien und die im Zeichen der Waage Geborenen ein besonderes kreatives Talent hätten.